# Flechado de las lentes

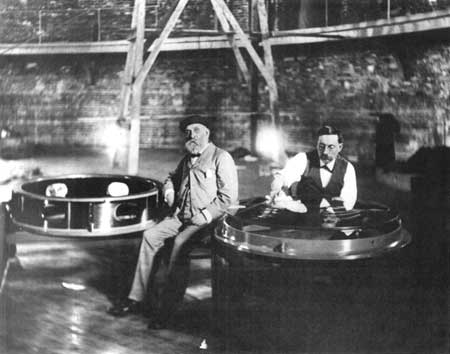
Objetivo del telescopio del Observatorio Yerkes

El flechado de las lentes es un problema asociado con la deformación del vidrio de las lentes provocada por su peso propio, que afecta a los telescopios refractores con lentes de gran tamaño. Es el equivalente del flechado de los espejos en los telescopios reflectores. Se produce cuando el peso del vidrio de una lente causa una distorsión en su forma al estar sujeta tan solo por su contorno.
Los espejos, en cambio, presentan la ventaja de que pueden ser eficazmente apoyados sobre la totalidad de su cara opuesta, convirtiendo el flechado del espejo en un problema menor. Los telescopios en órbita alrededor de la Tierra, debido a su estado de ingravidez, no presentan este problema.

## Historia
El límite técnico respecto al flechado de las lentes se alcanzó en el telescopio refractor de Yerkes (1897). Con una apertura de 40" (102 cm), el flechado de la lente de su objetivo causa distorsiones ópticas pequeñas pero apreciables. La década de 1890 marcó el final de la era de los grandes refractores.
La configuración fija horizontal del Telescopio de la Gran Exposición Universal de París (1900), en cuyo objetivo se utilizó una lente de 1.25 m de diámetro, contribuyó de manera significativa a evitar el problema del flechado de la lente, aunque obligó a diseñar un complejo siderostato para dirigir la luz del firmamento hacia el telescopio.

## Consideraciones mecánicas
El comportamiento mecánico de una pieza lenticular de vidrio sujeta por su contorno, es asimilable en una primera aproximación al de una viga apoyada por sus dos extremos. A pesar de que el vidrio es un material considerablemente rígido, puede deformarse ligeramente sin romperse al aplicarle cargas mecánicas. Cuando una gran lente apoyada en su contorno queda sometida a la carga de su propio peso, se flexiona ligeramente hacia abajo (al igual que una viga), alcanzando un desplazamiento vertical máximo en su centro (este desplazamiento se denomina "flecha"). Dado que el peso de la lente crece con la tercera potencia de sus dimensiones, y su espesor tan solo con la primera potencia, la flecha se incrementa aproximadamente con la segunda potencia. Esto conlleva que la superficie de la lente se deforma (aplanándose en su cara superior, e incrementando su curvatura en la cara inferior), lo que puede llegar a afectar significativamente a su comportamiento óptico.